# Goodman Mosele
Goodman Mosele (Stilfontein, 18 novembre 1999) è un calciatore sudafricano, centrocampista dell'Orlando Pirates.

## Caratteristiche tecniche
È un centrocampista difensivo.

## Carriera

### Club
Cresciuto nel settore giovanile del Baroka, debutta in prima squadra il 19 agosto 2017 in occasione dell'incontro di Premier Division pareggiato 0-0 contro il Polokwane City; nel 2021 viene acquistato a titolo definitivo dall'Orlando Pirates.

### Nazionale
Nel 2021 viene convocato dalla nazionale olimpica sudafricana per prendere parte alle Olimpiadi di Tokyo. Debutta il 22 luglio in occasione dell'incontro perso 1-0 contro il Giappone.
Il 29 marzo 2022 esordisce con la nazionale maggiore nell'amichevole persa per 5-0 contro la Francia.

## Statistiche
Statistiche aggiornate al 26 luglio 2021.

### Presenze e reti nei club
| Stagione        | Squadra         | Campionato      | Campionato | Campionato | Coppe nazionali | Coppe nazionali | Coppe nazionali | Coppe continentali | Coppe continentali | Coppe continentali | Altre coppe | Altre coppe | Altre coppe | Totale | Totale | Totale |
| Stagione        | Squadra         | Comp            | Pres       | Reti       | Comp            | Pres            | Reti            | Comp               | Pres               | Reti               | Comp        | Pres        | Reti        | Pres   | Reti   |        |
| --------------- | --------------- | --------------- | ---------- | ---------- | --------------- | --------------- | --------------- | ------------------ | ------------------ | ------------------ | ----------- | ----------- | ----------- | ------ | ------ | ------ |
| 2017-2018       | Baroka          | PD              | 13         | 0          | CS+CdL          | 1+0             | 0               |                    | -                  | -                  |             | -           | -           | 14     | 0      |        |
| 2018-2019       | Baroka          | PD              | 20         | 0          | CS+CdL          | 0+4             | 0               |                    | -                  | -                  |             | -           | -           | 24     | 0      |        |
| 2019-2020       | Baroka          | PD              | 22         | 0          | CS+CdL          | 3+1             | 0               |                    | -                  | -                  |             | -           | -           | 26     | 0      |        |
| 2020-2021       | Orlando Pirates | PD              | 28         | 1          | CS+CdL          | 0               | 0               |                    | -                  | -                  |             | -           | -           | 28     | 1      |        |
| Totale carriera | Totale carriera | Totale carriera | 83         | 1          |                 | 9               | 0               |                    | -                  | -                  |             | -           | -           | 92     | 1      |        |